# Dave Evans
Dave Evans (20. července 1953, Carmarthen, Wales) je australský zpěvák narozený ve Walesu, odkud však jeho rodina emigrovala do Austrálie, když byl ještě mladý. Evans byl prvním zpěvákem australské hard rockové kapely AC/DC, s níž nahrál jen dva singly (Can I Sit Next To You Girl, Rockin In A Parlour). Později působil v kapelách Rabbit, Hot Cockerel a Thunder Down Under. V roce 2001 vydal své první sólové album nazvané Hell of a Night. Následovala alba Sinner (2006) a Judgement Day (2008).